# Spermacoce jacobsonii
Spermacoce jacobsonii là một loài thực vật có hoa trong họ Thiến thảo. Loài này được F.M.Bailey miêu tả khoa học đầu tiên năm 1891.